# 安政東海地震

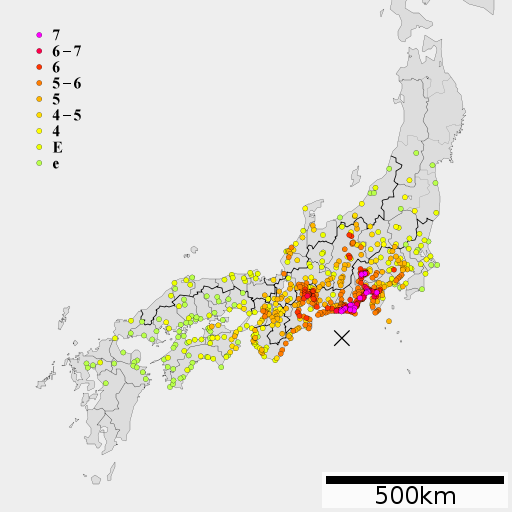
安政東海地震的震度分布图

安政東海地震是指嘉永7年11月4日（1854年12月23日）上午9點發生在日本的1場地震。該次地震震央位於在伊豆半島外海，芮氏規模是8.4，但是在地震之後數分鐘到1個小時，也引發了浪高高度為22.7公尺的巨大海嘯襲擊部分的海岸地區，導致了有2,000人到3,000人罹難，超過有10,000棟建築物被摧毀。